# Assassinat

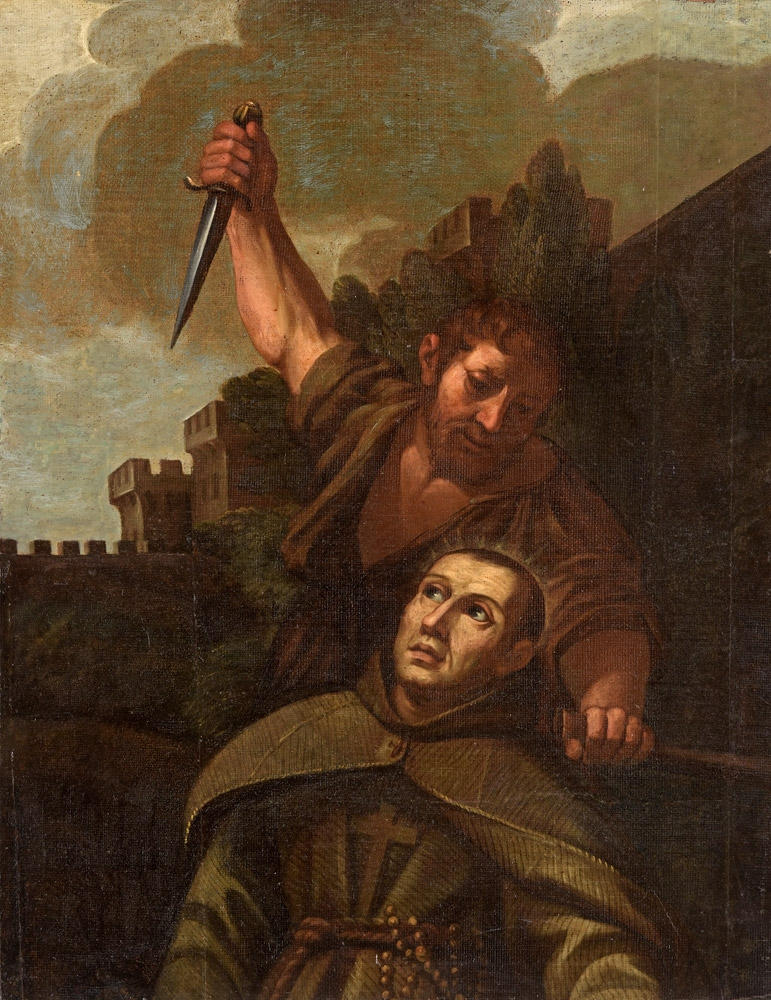
Assassinat per apunyalament d'un monjo italià.

Un assassinat en dret penal es un homicidi qualificat per la concurrència de determinades circumstàncies agreujants. És un delicte  regulat per l'article 139 del Codi penal (CP) espanyol, de caràcter molt específic que consisteix a matar una persona amb alguna de les següents circumstàncies:
- Traïdoria: consisteix en l'ocupació de mitjans, maneres o formes en l'execució que tendeixin directament i especialment a assegurar-la, sense risc per a l'agressor que procedeixi de la defensa que pogués fer la víctima o amb la recerca conscient que el delicte quedi impune. Són casos de traïdoria aquells en els quals s'aprofita la particular situació de desemparament i indefensió de l'agredit, quan l'execució és sobtada i inesperada, per sorpresa, o quan es fa mitjançant aguait, parany, o emboscada. També ho són la nocturnitat o la disfressa, que impedeix el reconeixement de l'autor del crim.
- Preu, recompensa o promesa.
- Acarnissament: augmentar de forma inhumana el dolor de l'agredit. L'acarnissament s'aprecia tant per la intenció, com per l'objectiu resultat d'incrementar el dolor de l'agredit, i per això exclou actes realitzats sobre el cadàver posteriorment a la mort de la víctima (que podria constituir un altre delicte diferent, com és la profanació de cadàver).

Un assassinat implica una premeditació i també l'existència d'algun tipus de motivació per part de l'agent causant per provocar la mort d'una altra persona. L'agent causant de la mort mitjançant l'assassinat rep el nom d'assassí.
També es tracta d'assassinat quan l'homicidi es realitza per mitjà d'inundació, incendi, explosiu o verí, entenent per aquest últim qualsevol substància que, introduïda en el cos humà per ingestió, injecció o inhalació, pugui produir la mort. La comissió d'un assassinat mitjançant inundació o incendi suposa que aquest és el mitjà utilitzat, no que es comet per aquest motiu.
L'assassinat és un delicte sancionat per llei que pot comportar penes que poden anar des de la presó a la pena de mort segons la legislació del territori en el qual es jutgi a l'acusat.

## Etimologia del motassassí
Al segle xii recorria la Mediterrània un grup que infonia terror per la brutalitat dels atacs a vaixells, ports i ciutats. Residien en una regió muntanyosa. Allà sembla que un capitost els alliçonava sobre la vida del més enllà: drogava els seus seguidors amb fortes dosis d'haixix i després, en plena al·lucinació, els feia viure experiències ben plaents, com ara orgies, menjars i begudes exquisides... Quan es desvetllaven, el cap els assegurava que havien estat al cel! Això en feia els fidels executors de les ràtzies marines. Atacaven i assassinaven amb el deler de morir i arribar aviat al cel que ja “coneixien”. Van ser anomenats “tribu dels haixixis”. La gent, per a referir-se a un homicida cruel, en deien haixix. Amb el temps la paraula àrab es va transformar en el nostre "assassí". El mot prové de l'àrab ḥaššāšî, que significa "bevedor de ḥašîš" (haixix), un narcòtic a base de fulles de cànem que, en la secta islàmica nizarita, donaven a alguns seguidors perquè executessin sanguinàries venjances polítiques.

### Motius que condueixen a una persona a matar
Els motius poden ser molt variats, des de la venjança fins a l'obtenció de recursos. Existeixen dos tipus d'assassins i d'assassinats en funció del mòbil del crim, la forma de realitzar-lo, el nombre de persones assassinades o fins i tot el tipus de relació que s'estableix entre la víctima i el botxí. Tot això fa que s'hagi de realitzar un perfil concret per cada cas, podent trobar diferents característiques en cada tipologia de crim.

## Característiques comunes dels assassins
És molt complicat establir un perfil psicològic general de la figura d'un assassí, ja que hi ha molta varietat pel que fa a les possibles causes de la conducta assassina. Tot i això, hi ha uns aspectes i característiques que tendeixen a complir-se en una gran proporció de casos:
- Visió de l'altra persona com a causant de dany, amenaça o obstacle

Les causes concretes poden ser moltes però per normal general, la persona que comet un assassinat veu a la seva víctima com algú que li ha causat un dany, que suposa una amenaça pel seu estatus o per la d'un ésser estimat o representa un obstacle per assolir un fi determinat. També pot tractar-se d'un acte de violència premeditat contra algú que s'assembla a una persona que li ha produït a l'assassí un prejudici o per satisfer una necessitat amb la qual la persona no té res a veure.
- Alta puntuació en psicopatia

Hi ha assassinats en què la persona assassinada no té cap mena de vincle amb l'assassí, com passa en la majoria de casos d'assassins en sèrie o en els casos en què l'assassí és un sicari contractat per posar fi a la vida d'una persona. La gran majoria d'assassinats que poden observar es duen a terme entre persones que es coneixen o que el seu entorn està vinculat, això vol dir que l'assassí té la capacitat de distanciar-se emocionalment de la víctima, la qual cosa encaixa amb un perfil psicològic amb un alt grau de psicopatia.
- Discreció

La personalitat de la majoria d'assassins no sol tenir grans particularitats que el facin diferenciar de la resta de persones. L'acte d'assassinar no està delimitat a una estructura psíquica que faci que la persona destaqui pel tipus d'habilitats socials que té.
- Baix nivell d'assertivitat

En molts casos l'assassinat es produeix a conseqüència del naixement d'agressivitat cap a una persona en concret a causa de diverses circumstàncies. L'assassí no és capaç de gestionar la situació d'una altra manera que amb l'assassinat, o bé, malgrat concebre una altra manera, la dona prioritat a provocar el decés de la futura víctima.
- No hi ha necessàriament trastorn mental

Existeix la idea d'identificar l'assassinat amb la presència d'una psicopatologia, però en general no és així. La majoria d'assassinats són causats per individus considerats mentalment estables i sans, sent alguns dels més freqüents els crims d'odi, els crims passionals o els vinculats a aspectes econòmics o de recursos. Una excepció la podem trobar en els assassins en sèrie, els quals tendeixen a patir psicopatia extrema, sociopatia o diferents trastorns que alteren la percepció de la realitat.
- Gènere i edat

Generalment, els assassins solen ser homes joves o de mitjana edat, encara que també poden trobar-se casos de dones assassines i de nens i nenes assassins. Tradicionalment, els homes solen utilitzar mètodes més agressius com armes blanques o pistoles, mentre que les dones tendeixen a utilitzar mètodes menys visibles com l'enverinament, si bé aquestes tendències semblen menys acusades amb el pas el temps.

## Assassí en sèrie
S'anomena assassí en sèrie per referir-nos a un individu que mata un mínim de tres altres en moments diferents, sovint seguint un patró determinat, i segons Elizabeth Yardley, directora del Centre de Criminologia Aplicada de la Universitat de la ciutat de Birmingham, les cinc característiques clau dels assassins en sèrie son estar obsessionats amb el poder, ser manipuladors, egoistes, saben usar les emocions de les seves víctimes contra elles, i són actius a la comunitat i bons veïns.